# Russische Leuchttürme der Ostsee
Diese Liste von russischen Leuchtfeuern und Feuerschiffen der Ostsee führt eine Auswahl bekannter Leuchttürme von der Newabucht/Sankt Petersburg über den Finnischen Meerbusen bis in die Danziger Bucht/Kaliningrad. Alle Detailangaben sind ausschließlich informativ und für den nautischen Einsatz nicht geeignet.
Legende für die Kennung
- F. Festfeuer; F fixed – Dauerlicht
- Ubr. Unterbrochenes Feuer; Oc occulting – Licht > Dunkel
- Glt. Gleichtaktfeuer; Iso isophase – Licht = Dunkel
- Blk. Blink; LFl long flash – Licht < Dunkel, Blink > 2s
- Blz. Blitz; Fl flash – Licht < Dunkel, Blitz < 2s
- Fkl. Funkellicht; Q quick – schnelles Licht 50–60 Mal/min
- 360° Winkel 360 Grad (Rundumlicht)
- 5s 5 Sekunden Periodizität
- Kennung
- Tragweite

## Leuchtfeuer Sankt Petersburg
| Name                                    | Name | Koordinaten                      |                               | Baujahr               | Turmhöhe        | Feuerhöhe       | Kennung?°                | Reichweite      | # UKHO NGA ARLHS RLHA        |                |
| --------------------------------------- | --- | -------------------------------- | ----------------------------- | --------------------- | --------------- | --------------- | ------------------------ | --------------- | ---------------------------- | -------------- |
| Leuchtturm Tolbuchin Leuchtturm         | | 60° 2′ 32,9″ N, 29° 32′ 31,1″ O  | Ostsee, Finnischer Meerbusen  | 1719, 1810            | 29 m (95,1 ft)  | 30 m (98,4 ft)  | L.Fl.W.12s (3+9) 265–190 | 16 sm (29,6 km) | C 4010 13012 ERU-070 RLE-056 | [ A 1 ]        |
| Kronstadt Kabotaschnaja Gawan Oberfeuer | | 59° 59′ 3,2″ N, 29° 45′ 44,3″ O  | Ostsee, Newabucht             |                       | 31 m (101,7 ft) | 29 m (95,1 ft)  | Q.R.                     | 6 sm (11 km)    | C 4020.1 13024.1 ERU-144     | [ A 2 ] [ 1 ]  |
| Kronstadt Wojennaja Gawan               | Bild gesucht Die Wikipedia wünscht sich an dieser Stelle ein Bild vom hier behandelten Ort. Falls du dabei helfen möchtest, erklärt die Anleitung , wie das geht. BW | 59° 58′ 13,5″ N, 29° 47′ 3,9″ O  | Ostsee, Newabucht             |                       | 14 m (45,9 ft)  | 16 m (52,5 ft)  | Iso.W.(4s)               | 3 sm (5,6 km)   | C 4042 13036                 | [ A 3 ] [ 1 ]  |
| Lomonosovskogo Leuchtturm               | | 59° 58′ 19,6″ N, 29° 47′ 21,1″ O | Ostsee, Newabucht             | 1915                  | 52 m (170,6 ft) | 56 m (183,7 ft) | F.G.                     | 4 sm (7,4 km)   | C 4012.1 13040               | [ A 4 ] [ 1 ]  |
| Kronschlot North extremity              | | 59° 58′ 50,3″ N, 29° 44′ 56,7″ O | Ostsee, Newabucht, Kronschlot |                       | 3 m (9,8 ft)    | 7 m (23 ft)     | Fl.W.4s (1+3)            | 1 sm (1,9 km)   | C 4014 13032 ERU-046         | [ A 5 ] [ 1 ]  |
| Kronschlot Nikolajew OF                 | | 59° 58′ 42,4″ N, 29° 44′ 52,1″ O | Ostsee, Newabucht, Kronschlot | 1857, 1891 bis 2010   | 25 m (82 ft)    | 25 m (82 ft)    |                          |                 | UKHO C4012                   | [ A 6 ] [ 1 ]  |
| Kronschlot Nikolajew UF                 | | 59° 58′ 44,1″ N, 29° 44′ 40,9″ O | Ostsee, Newabucht, Kronschlot | 1857, 1891 bis 1920er | 12 m (39,4 ft)  | 12 m (39,4 ft)  |                          |                 | ERU-314                      | [ A 7 ] [ 1 ]  |
| Leuchttürme Seekanal (Ost) Richtfeuer   | Bild gesucht Die Wikipedia wünscht sich an dieser Stelle ein Bild vom hier behandelten Ort. Falls du dabei helfen möchtest, erklärt die Anleitung , wie das geht. BW | 59° 57′ 15″ N, 30° 7′ 15″ O      | südöstliche Newabucht         |                       | 12 m (39,4 ft)  | 14 m (45,9 ft)  | Iso.G.3s(6)              | 4 sm (7,4 km)   | C 4076.45 13077.5            | [ A 8 ] [ 1 ]  |
| Lesnoi Mole Unterfeuer                  | Bild gesucht Die Wikipedia wünscht sich an dieser Stelle ein Bild vom hier behandelten Ort. Falls du dabei helfen möchtest, erklärt die Anleitung , wie das geht. BW | 59° 53′ 3,5″ N, 30° 11′ 3,7″ O   | Ostsee, Newabucht             |                       | 21 m (68,9 ft)  | 24 m (78,7 ft)  | Oc.R.(3s)                | 10 sm (18,5 km) | C 4062 13062                 | [ 1 ]          |
| Leuchtturm Lesnoi Mole Oberfeuer        | | 59° 52′ 40,4″ N, 30° 13′ 0,4″ O  | Ostsee, Newabucht             |                       | 76 m (249,3 ft) | 78 m (255,9 ft) | Oc.R.(4s)                | 10 sm (18,5 km) | C 4062.2 13062.2             | [ A 9 ] [ 1 ]  |
| Krestowski Ostrow Range Unterfeuer      | Bild gesucht Die Wikipedia wünscht sich an dieser Stelle ein Bild vom hier behandelten Ort. Falls du dabei helfen möchtest, erklärt die Anleitung , wie das geht. BW | 59° 58′ 11,9″ N, 30° 13′ 10″ O   | Ostsee, Newabucht             |                       | 14 m (45,9 ft)  | 18 m (59,1 ft)  | F.R.                     | 11 sm (20,4 km) | C 4076.51 13077.1            | [ 1 ]          |
| Radarturm „Newaer Tor“ Radarturm        | | 59° 54′ 47″ N, 30° 14′ 17,2″ O   | Ostsee, Newabucht             | 2000                  | 30 m (98,4 ft)  | 60 m (196,9 ft) | F.GWR. 265–190           | 12 sm (22,2 km) | C 4074.2 13072               | [ A 10 ] [ 1 ] |
| Peterhof Range, Fairway 11 Oberfeuer    | Bild gesucht Die Wikipedia wünscht sich an dieser Stelle ein Bild vom hier behandelten Ort. Falls du dabei helfen möchtest, erklärt die Anleitung , wie das geht. BW | 59° 53′ 19,7″ N, 29° 54′ 17,3″ O | Ostsee, Newabucht             |                       | 20 m (65,6 ft)  | 22 m (72,2 ft)  | Oc.W.(3s)                | 5 sm (9,3 km)   | C 4051 13056.1               | [ A 11 ]       |
| Leuchtturm Peterhof Leuchtturm          | | 59° 53′ 14,5″ N, 29° 54′ 50,7″ O | Ostsee, Newabucht             | 1887                  | 12 m (39,4 ft)  | 14 m (45,9 ft)  | Iso.W.(3s)               | 5 sm (9,3 km)   | C 4052 13056.2 RLE-127       | [ A 12 ] [ 1 ] |
| Leuchtturm Schepelewski Leuchtturm      | | 59° 59′ 8,7″ N, 29° 7′ 37,8″ O   | Ostsee, Finnischer Meerbusen  | 1910                  | 36 m (118,1 ft) | 37 m (121,4 ft) | L.Fl.(2)W.R.16s          | 14 sm (25,9 km) | C 4004 13004 ERU-007 RLE-007 | [ A 13 ] [ 1 ] |

## Leuchtfeuer Finnischer Meerbusen
| Name                                     | Name | Koordinaten                      |                              | Baujahr    | Turmhöhe       | Feuerhöhe        | Kennung?°     | Reichweite      | # UKHO NGA ARLHS RLHA          |                |
| ---------------------------------------- | ---- | -------------------------------- | ---------------------------- | ---------- | -------------- | ---------------- | ------------- | --------------- | ------------------------------ | -------------- |
| Leuchtturm Stirsudden Leuchtturm         |      | 60° 11′ 8,7″ N, 29° 1′ 47,9″ O   | Ostsee, Finnischer Meerbusen | 1873, 1955 | 28 m (91,9 ft) | 47 m (154,2 ft)  | Fl.(2)W.15s   | 21 sm (38,9 km) | C 5584 13080 ERU-008 RLE-011   | [ A 14 ] [ 3 ] |
| Leuchtturm Severny Goglandski Leuchtturm |      | 60° 5′ 37,4″ N, 26° 57′ 8,1″ O   | Ostsee, Finnischer Meerbusen | 1808, 1965 | 23 m (75,5 ft) | 133 m (436,4 ft) | L.Fl.W.7.5s   | 25 sm (46 km)   | C 5374 13556.1 ERU-056 RLE-003 | [ A 15 ] [ 4 ] |
| Leuchtturm Juschny Goglandski Leuchtturm |      | 60° 0′ 39″ N, 27° 0′ 26,6″ O     | Ostsee, Finnischer Meerbusen | 1861, 1905 | 22 m (72,2 ft) | 52 m (170,6 ft)  | Fl.W.6s       | 10 sm (19 km)   | C 5378 13552 ERU-020 RLE-112   | [ A 16 ] [ 4 ] |
| Leuchtturm Bolschoi Tjuters Leuchtturm   |      | 59° 51′ 15,5″ N, 27° 11′ 12,2″ O | Ostsee, Finnischer Meerbusen | 1904       | 21 m (68,9 ft) | 75 m (246,1 ft)  | L.Fl.(2)W.12s | 20 sm (37 km)   | C 3938 12960 ERU-017 RLE-035   | [ A 17 ] [ 4 ] |

## Leuchtfeuer Kaliningrad
| Name                            | Name | Koordinaten                      |                          | Baujahr               | Turmhöhe         | Feuerhöhe        | Kennung?°        | Reichweite      | # UKHO NGA ARLHS RLHA         |                |
| ------------------------------- | --- | -------------------------------- | ------------------------ | --------------------- | ---------------- | ---------------- | ---------------- | --------------- | ----------------------------- | -------------- |
| Leuchtturm Lesnoi Leuchtturm    | | 55° 0′ 58,3″ N, 20° 36′ 43,3″ O  | Ostsee, Kurische Nehrung | 1961                  | 44 m (144,4 ft)  | 40 m (131,2 ft)  | Fl.(2)W.9s       | 17 sm (31,5 km) | C 3270 7130 KAL-004 RLE-009   | [ A 18 ] [ 5 ] |
| Leuchtturm Taran Leuchtturm     | | 54° 57′ 33,7″ N, 19° 58′ 46,6″ O | Ostsee, Kap Brüsterort   | 1846                  | 30 m (98,4 ft)   | 55 m (180,4 ft)  | Oc.(3)W. 15s     | 21 sm (38,9 km) | C 3256 7116 KAL-001 RLE-080   | [ A 19 ] [ 5 ] |
| Leuchtturm Baltijsk Oberfeuer   | | 54° 38′ 19,7″ N, 19° 53′ 36″ O   | Ostsee, Pillauer Tief    | 1816, 1909            | 30 m (98,4 ft)   | 33 m (108,3 ft)  | Oc.W.12s265–190  | 16 sm (29,6 km) | C 3100.1 7064 KAL-002 RLE-063 | [ A 20 ] [ 5 ] |
| Baltijsk Unterfeuer             | Bild gesucht Die Wikipedia wünscht sich an dieser Stelle ein Bild vom hier behandelten Ort. Falls du dabei helfen möchtest, erklärt die Anleitung , wie das geht. BW | 54° 38′ 33,9″ N, 19° 52′ 56,8″ O | Ostsee, Pillauer Tief    | 1955                  | 21 m (68,9 ft)   | 12 m (39,4 ft)   | Oc.W.12s116–128  | 12 sm (22,2 km) | C 3100 7060 ERU-013           | [ A 21 ] [ 5 ] |
| Leuchtturm Rinderort Leuchtturm | Bild gesucht Die Wikipedia wünscht sich an dieser Stelle ein Bild vom hier behandelten Ort. Falls du dabei helfen möchtest, erklärt die Anleitung , wie das geht. BW | 54° 54′ 4,8″ N, 21° 3′ 29,5″ O   | Kurisches Haff           | 1868, 1908, 1945–1985 | 14,3 m (46,9 ft) | 14,9 m (48,9 ft) | FL.WR.5s (3+2)   |                 | C 3290                        | [ A 22 ] [ 5 ] |
| Irbenski Feuerschiff            | | 54° 42′ 22,2″ N, 20° 30′ 13,8″ O | Ostsee, Kaliningrad      | 1965–1986, 2009, 2017 |                  |                  | L.Fl.(2)W.12s360 | 12 sm (22,2 km) |                               | [ A 23 ] [ 5 ] |

Anmerkungen
1. ↑  Leuchtturm nicht zugänglich.
2. ↑  Leuchtturm nicht zugänglich.
3. ↑  Leuchtturm nicht zugänglich.
4. ↑  Leuchtturm nicht zugänglich.
5. ↑  Orientierungsfeuer an der Nordspitze der Festung, ggü. Kronstadt; roter Turm.
6. ↑  Leuchtturm nicht zugänglich.
7. ↑  Leuchtturm nicht zugänglich.
8. ↑  Leuchttürme nur mit Schiff erreichbar, Türme nicht zugänglich.
9. ↑  Höchster Leuchtturm Russlands
10. ↑  Radarturm nicht zugänglich
11. ↑  Im Uferbereich, Turm nicht zugänglich
12. ↑  Im Uferbereich, Leuchtturm nicht zugänglich
13. ↑  Leuchtturm nicht zugänglich.
14. ↑  Der historische Leuchtturm wurde während des 2. WK zerstört. Heute auch ein Leuchtturm-Museum
15. ↑  Leuchtturm nicht zugänglich.
16. ↑  Der erste Leuchtturm an der Südspitze der Insel wurde 1861 gebaut und mit einem in Paris hergestellten optischen Fresnel-Apparat ausgestattet. 1905 wurde ein neuer, etwa 22 Meter hoher runder Backsteinturm gebaut, und tatsächlich ist dieses Jahr das Geburtsjahr des jetzigen Leuchtturms. Die letzte Modernisierung erfolgte in den 1960er Jahren.
17. ↑  Leuchtturm nicht zugänglich.
18. ↑  Der ehemalige deutsche Leuchtturm Sarkau. Frei zugänglich ist in Lesnoi der Strand, der hier breit und feinsandig ist, am Leuchtturm gibt es auch eine kleine Promenade mit einem Sommercafé.
19. ↑  Der ehemalige deutsche Leuchtturm Brüsterort, ist 1846 als Seefeuer in Dienst gestellt worden.
20. ↑  Die ehemalige deutsche Hafenstadt Pillau, ist heute die westlichste Stadt Russlands, und vor dem Leuchtturm steht eine Statue von Zar Peter dem Großen. Bereits 1562 sollen hier Lichter ausgestellt worden sein, und dieser Leuchtturm von 1813–16 wurde ursprünglich etwa 20 m hoch gebaut. 1909 wurde er erhöht und eine neue, größere Laterne installiert.
21. ↑  Zylindrischer Skelettturm. Die Vorderseite des Turms trägt eine trapezförmige Lattenmarkierung, die weiß gestrichen und mit einem schwarzen vertikalen Streifen versehen ist. Das Licht ist unter der Turmspitze montiert. Es markiert den Einfahrtbereich für den Hafen und das Haff. Der ursprüngliche vordere Leuchtturm war ein 8 m hoher Gusseisenturm. Das Bauwerk liegt an der Ostseite des Eingangskanals, 770 m nordwestlich des Oberfeuers und neben der historischen Festung Pillau.
22. ↑  Bei Saliwino als markanter Klinkerbau bis 1985. Er war ein wichtiges Signal für den Schiffsverkehr im Kurischen Haff und war einer von drei Leuchttürmen aus der Vorkriegszeit. Im Juli 2020 wurde der Leuchtturm dem Museum als externes Exponat überlassen.
23. ↑  Das Feuerschiff Irbenski (russisch Плавучий маяк «Ирбенский» Plawutschi majak «Irbenski») ist ein außer Dienst gestelltes Feuerschiff, das heute als Museumsschiff in Kaliningrad liegt. Es war das letzte bemannte Feuerschiff der Welt.